# Johan Andersson i Baggböle
Nils Johan Andersson (i riksdagen kallad Andersson i Baggböle), född 10 november 1849 i Sävar, död 6 oktober 1920 i Umeå landsförsamling, var en svensk lantbrukare och politiker (liberal).
Johan Andersson, som kom från en bondesläkt, var lantbrukare i Baggböle utanför Umeå. Han var kommunalt verksam och var även engagerad i bonderörelsens organisationer.
Andersson var riksdagsledamot i andra kammaren i två omgångar: 1888-1890 för Västerbottens södra domsagas valkrets och 1903-1908 för Umeå tingslags valkrets. Under perioden 1888-1890 tillhörde han det frihandelsvänliga Gamla lantmannapartiet och 1903-1908 Frisinnade landsföreningens riksdagsgrupp Liberala samlingspartiet. Han var bland annat suppleant i bankoutskottet vid de lagtima riksmötena 1903-1908. Som riksdagsman engagerade han sig främst i jordbruksfrågor, till exempel för utökade anslag till dikning, men han arbetade också för att stärka kvinnans ekonomiska rättigheter i äktenskap.